# 錢元愨
錢元愨（16世紀—1645年），字孺愿，浙江湖州府歸安縣人，明朝、南明政治人物。

## 生平
錢元愨是萬曆八年進士錢士完之子。萬曆四十三年（1615年）乙卯科浙江鄉試舉人，天啟五年（1625年）乙丑科進士，授國子監博士。當時魏忠賢勢力囂張，他卻能阻止請立嗣太學，並改任兵部武選司主事。崇禎帝繼位，他上疏請求誅殺魏忠賢，使其恐懼，黨羽吳淳夫、李夔龍、田吉、阮大鋮、田爾耕等人自陳去官，自此魏忠賢勢力衰敗。崇禎二年（1629年）遵化士兵缺乏糧餉而譁變，撫臣無法制止，他奉命宣諭平定，很快改任吏部文選司員外郎，請求辭官歸鄉；不久朝廷召任吏部考功司員外郎，掌管京察。
其時刑法日益嚴苛，政府以嚴酷得以親近，廠衛恐嚇人民獲利。錢元愨因此上疏朝廷應該拒絕私人情面、廣闊搜求采集，杜絕匿名帖子，公正審察核實。很快他因為京察得失朝廷，被下旨苛責，再陞為吏部文選司郎中。適逢汝寧府、潁州、陳州、許州、鳳陽府、安慶府被入侵缺官，崇禎帝每夜批文要求具疏推補，他能從容處理，再因事連坐降為行人司正，不久再召任尚寶司丞。弘光帝即位，他升為尚寶司卿，晉太僕寺少卿，與張淳、陳濟生同時任命。錢元愨深沉有智慧，可是性情孤僻，然而志節宏大不可抹殺；南京淪陷後去世，有兒子錢人。

## 引用
1. 1 2  錢海岳《南明史·卷三十二·列傳第八》：錢元愨，字孺愿，歸安人。父士完，以僉都御史巡撫山東，坐爭福王贍田事，忤旨歸。元愨，天啟五年進士。授國子博士。時魏忠賢勢甚張，有請立嗣太學者，元愨嘿止之。遷武選主事。

威宗立，抗疏請誅魏忠賢，略云：

  忠賢稱功頌德，遍於天下，勝於王莽之妄行符命；列爵五等，畀於乳臭，勝於梁冀之一門五侯；遍列私人，分置要津，勝於王衍之狡兔三窟；輿金輦寶，藏積肅寧，勝於董卓之郿隖私藏；動輒得旨，鉗制百僚，勝於趙高之指鹿為馬；誅鋤善類，元氣傷殘，勝於節甫之鉤黨連眾；陰養死士，陳兵自衛，勝於桓溫之復壁置人；廣開告訐，道路側目，勝於則天朝之羅織忠良。種種罪惡，萬剮不足以盡辜。或念先朝遺奴，貸以不死，勒歸私第。魏良卿等，速令解組歸鄉；以告訐獲賞之王體乾，夫頭乘轎之張凌雲，委官開棍之陳大用，長兒田爾耕，契友白太始、龔翼明等，或行誅戮，或行斥放。庶朝廷肅清，海內允服。

疏上，忠賢懼，其黨吳淳夫、李夔龍、田吉、阮大鋮、田爾耕等凡挂彈章者，自陳求罷，忠賢以是敗。明年，遵化兵乏餉而譁，撫臣不能制，元愨奉檄馳諭，數言而定。尋改文選，轉員外郎，乞歸。未幾，召考功，掌京察。
2. ↑  錢海岳《南明史·卷三十二·列傳第八》：時用法益峻，政府以刻深得幸，廠衛卒恫喝為奸利。元愨乃疏陳四事：曰情面宜絕，蒐採宜博，匿帖宜杜，察核宜公。已而京察疏失政府意，被旨詰責。陞文選郎中。會汝、潁、陳、許、鳳、皖一日被寇缺官，上每中夜批下所司，遲明咸須具疏推補，元愨措置裕如。已坐事降行人司正，久之，召尚寶丞。安宗即位，擢卿，晉太僕少卿，與張淳、陳濟生並命。元愨深沉有智略，與人寡合，然至其大節，凜然不可沒。南京亡後卒。子价人，事別見。